# Paulo Monteiro
Paulo Monteiro, pintor, desenhista e escultor, nasceu em 8 de julho de 1961 em São Paulo, Brasil. Em 1977 ingressou no Colégio Equipe juntamente com Fabio Miguez, Antonio Malta, Rodrigo Andrade, Branco Melo, Nuno Ramos, Leda Catunda, o cineasta Cao Hamburger e escritores como Augusto Massi e Arnaldo Antunes. No final da década de 1970 participou de algumas revistas do circuito alternativo de São Paulo como “Boca” e “Almanak 80” sendo autor das capas das três únicas edições da revista” Papagaio”. Seu desenho era influenciado por George McMannus, Robert Crumb e Luiz Sá. Começou a pintar regularmente em 1981 quando viu a mostra de Philip Guston na XVI Bienal de São Paulo. Em 1983 criou o grupo “Casa 7”  (o nome é de autoria da historiadora da arte Aracy Amaral) juntamente com Fabio Miguez, Rodrigo Andrade, Carlito Carvalhosa, Nuno Ramos e que contou inicialmente com a participação do pintor Antonio Malta. Em 1985 o grupo foi convidado a participar da XVIII Bienal e se tornou conhecido em todo Brasil.
No ano de 1986, começou a fazer trabalhos tridimensionais com pedaços de cano e de madeira os quais foram mostrados na II Bienal de Cuba em Havana. Entre 1985 e 1986 conheceu Mira Schendel (a quem é dedicado o seu primeiro livro de desenhos lançado em 1991) e ingressou no Gabinete de Arte de Raquel Arnaud onde realizou sua primeira mostra individual  de esculturas em 1987.
Em 1991 ajudou a criar a “coleção Goeldi” cujo primeiro lançamento foi um livro com 18 desenhos de Monteiro acompanhados de um texto de Alberto Tassinari. Posteriormente a editora lançaria a primeira monografia sobre o trabalho de Amilcar de Castro bem como uma edição especial do livro “Cujo” de Nuno Ramos. Em 1992 Monteiro começou a trabalhar no Centro Cultural São Paulo onde ficou ate 2010.
Em 1993 ganhou o primeiro premio na IV Bienal de Santos/SP e realizou exposição individual na Paulo Figueiredo Galeria de Arte em São Paulo com um conjunto de esculturas, pinturas e desenhos.
Participou da XXII Bienal de São Paulo com peças de chumbo em 1994.  No ano de 1999 foi contemplado com a Bolsa Vitae de Artes Visuais. De 2000 a 2009 Monteiro voltou a realizar pinturas sempre explorando as bordas e os limites das formas. Essas pinturas foram pouco a pouco diminuindo sua gestualidade e culminaram em um conjunto de gouaches assim comentados por Rodrigo Andrade: “Um senso de humor muito sutil afirma a consciência de sua estranheza, de sua natureza quase grotesca, e as cores surgem ali, como se fosse a coisa mais fácil do mundo”.
Em 2008 a Pinacoteca Estadual de São Paulo realiza uma mostra antológica do trabalho de Monteiro (de 1989 a 2008) com curadoria de Taisa Palhares  e em parceria com a editora Cosac & Naify  lançou a primeira monografia sobre o trabalho de Paulo Monteiro.
Em 2013 Monteiro expõe na Galeria MendesWood DM em São Paulo. No ano seguinte o Museu de Arte Moderna de Nova York adquire 12 trabalhos de sua autoria.